# 星出尚志
星出尚志（日语：／ Hoshide Takashi，1962年—），是日本的作曲家、編曲家。於山口縣出生，日本東京藝術大學畢業。

## 主要作品

### 作曲
- GXの為のフガート
- 行進曲「紅毛氈」
- 北川木挽歌による幻想曲
- 星の降る街
- 椎葉民謡によるラプソディー
- ブラボー･ブラス!
- 丘の上のレイラ
- ラ・グラン・マルシュ
- 蒼の向こうへ
- フライ・ハイ

### 編曲
- 銅管新聲音（New Sounds in BRASS）
  - 超級瑪利歐兄弟
  - 奇異恩典
  - 你鼓舞了我（You Raise Me Up）
  - 超人特攻隊
  - ソーラン節（日语：ソーラン節）
  - 小美人魚混合曲（Little Mermaid Medley）
  - 魯邦三世主題曲（日语：ルパン三世のテーマ）
  - 米老鼠進行曲（英语：Mickey_Mouse_March）
  - Disney's Fantillusion（英语：Disney's Fantillusion）
  - 全新的世界（英语：A Whole New World）